# Fusil Automatique Modèle 1917
O Fusil Automatique Modèle 1917 (Fuzil Automático Modelo 1917), também chamado de RSC M1917 era um fuzil semiautomático operado a gás colocado em serviço pelo exército francês durante a última parte da Primeira Guerra Mundial. Usava o 8mm Lebel, que era o cartucho de aro usado em outras armas de infantaria do exército francês da época. No total, os arsenais nacionais franceses, principalmente a Manufacture d'armes de Saint-Étienne (MAS) e a Manufacture Nationale d'Armes de Tulle (MAT), fabricaram 86.000 fuzis RSC M1917 até a produção terminar no final de novembro de 1918. No entanto, muito poucos exemplos sobreviveram em condições semiautomáticas totalmente funcionais e se tornaram itens colecionáveis muito procurados.

## Usuários
- França
- Alemanha Nazista: Emitido para unidades da Volkssturm. A designação alemã era Selbstlade-Gewehr 310(f).[1]